# Braquil·les
Braquil·les (grec antic: Βραχύλλης p Βραχύλλας, llatí: Brachyllas), fill de Neó, fou un grec natural de Beòcia que es va guanyar el favor del rei de Macedònia Antígon III Dosó i, quan aquest va conquerir Esparta (222 aC), li va donar el govern de la ciutat, segons la narració de Polibi.
Mort Antígon III el 220 aC va continuar servint a Filip V de Macedònia, a qui va acompanyar a la conferència amb Tit Quinti Flaminí a Nicea de Lòcrida l'any 198 aC, segons Polibi i Titus Livi. A la batalla de Cinoscèfales l'any 197 aC dirigia les tropes beòcies del rei macedoni i va caure presoner, però Flaminí el va enviar a casa sa i estalvi juntament amb la resta de compatriotes presoners, ja que volia guanyar el favor dels beocis.
A la seva tornada va ser elegit beotarca de la Lliga Beòcia, mercès a la influència del partit macedoni a Tebes. Els caps del partit romà, Zeuxip i Pisístrat entre d'altres, el van assassinar el 196 aC quan una nit tornava d'un banquet, probablement amb el consentiment romà, segons Polibi, cosa que omet Titus Livi.